# Peter II. von Rosenberg
Peter II. von Rosenberg (tschechisch Petr II. z Rožmberka; * um 1326 in Krumau; † 16. November 1384 in Hohenfurth) war ein böhmischer Adliger, Domherr und Propst.

## Leben
Peter II. von Rosenberg entstammte dem böhmischen Adelsgeschlecht Rosenberg. Seine Eltern waren Peter I. von Rosenberg und Katharina N. N. Peters Geschwister waren:
- Heinrich II. († 1346)
- Jost († 1369)
- Ulrich I., († 1390)
- Johann († 1389)
- Anna († 1388), verheiratet gewesen mit Heinrich V. von Leipa
- Mecela († 1380), verheiratet gewesen mit Johann von Leuchtenberg, Graf von Hals
- N. N., verheiratet gewesen mit Tobias Bechin von Kamenice

Peter II. von Rosenberg bekleidete ab 1342 das Amt des Domherrn in Passau, ab 1343 in Olmütz, ab 1344 in Regensburg. 1355 erfolgte die Ernennung zum Propst am Kollegiatstift Allerheiligen auf der Prager Burg.
Da er dem geistlichen Stand angehörte und der älteste Bruder Heinrich bereits 1346 starb, wurde nach dem Tod des Vaters 1347 der drittgeborene Sohn Jost Regent des Hauses Rosenberg. Vermutlich auf Initiative von Peter gründeten die Brüder Peter, Jost, Ulrich und Johann 1367 das Augustinerstift Wittingau. Nach Josts Tod 1369 folgte Ulrich I. in der Regentschaft der Rosenberger. Aus näher nicht bekannten Gründen teilten die Brüder Peter, Ulrich und Johann 1374 die Besitzungen. Ulrich erhielt Gratzen und Peter zusammen mit Johann die restlichen rosenbergischen Besitzungen Rosenberg, Wittinghausen, Friedberg, Krumau, Maidštein, Helfenburk, Jistebnice, Seltschan, Strašice, Zbiroh und Wittingau. Die Verwaltung der gemeinsamen Besitzungen übernahm Johann.
Am 17. März 1376 erteilten Peter und Johann der Stadt Wittingau das Heimfallrecht und am 8. September 1376 die Rechte einer Königsstadt. 1384 gründete Peter zusammen mit seinem Bruder Johann und Ulrichs Sohn Heinrich III. von Rosenberg das Kloster der Paulaner in Heuraffl. 1384 stifteten Peter und Johann in Wittingau ein Haus für verarmte Priester.
Mit einem Vertrag aus dem Jahre 1384 wurde vereinbart, dass nach dem Tod des letzten Bruders die rosenbergischen Besitzungen wieder zusammengeführt werden sollen. Da Peter im selben Jahr starb, erlangte er nie die Position des Regenten. Diese Stellung erreichte 1390 Ulrichs Sohn Heinrich III.